# Idioma herero
El idioma herero (autoglotónimo Otjiherero) es una lengua bantú hablada por la etnia herero de Namibia y Botsuana. En total suman 133 000 hablantes.
Su distribución lingüística cubre la región llamada Hereroland: esta región está constituida por la región de Omaheke y las regiones de Otjozondjupa y Kunene. Los himba, que tienen un origen común con los herero, hablan un dialecto de la lengua herero. En Windhoek, la capital de Namibia, existe una minoría considerable de hereros.
Gracias a la traducción de la Biblia en herero por el misionero Gottlieb Viehe (1839-1901) al final del siglo XIX, la lengua hablada fue transcrita a una escritura basada en el alfabeto latino. El padre Peter Heinrich Brincker (1836-1904) tradujo varios trabajos teológicos y canciones.
El herero es enseñado en la escuela primaria tanto como una lengua nativa como una lengua secundaria, y es para ser incluido como un material principal en la Universidad de Namibia. El herero es también una de las seis lenguas de minoría que son usadas por la Radio Namibia Estatal (el NBC). Embo Romambo, en el 2008, ha publicado el único Diccionario en herero.